# Панська Гора
Урочище «Панська Гора» розташоване на високому лівому березі річки Норинь за 15 кілометрів від міста Овруч. Це цікавий природно-ландшафтний об'єкт, панівна висота, яка була місцем колишнього древлянського городища, де в XVII-XVIII ст. стояла панська садиба.

## Ландшафт
Урочище займає найпіднесенішу, крайню західну частину великого природно-лісового грядоподібного останця, що полого знижується, на схід уздовж правого берега р. Норинь. Річка огинає останець із заходу і півночі. Висота останця з укріпленнями над заплавою Норині близько 40 м. Укріплення збереглися в південній і частково східній частині найвищої ділянки останця. Висота збережених валів сягає близько 3-3,5 м, шириною до 7-8 м. З напільної частини східних валів помітні сліди рову. З півночі і північного заходу укріплення відсутні. Можливо знівельовані, оскільки в цій частині простежується невелике піднесення, яке ймовірно може виявитися залишками укріплень. В наш час ця територія зайнята городами місцевих жителів. З їх слів, в межах укріплень наприкінці ХІХ — на початку ХХ століть існувала поміщицька садиба і економія, при облаштуванні якої укріплення були перепланованими. З південно-східного боку круто піднімається в'їзд, який має вигляд вузької площини V-подібного профілю. Схили в цій частині на південь від валів найвіддаленіші. У західній стороні помітна група підвищень і западин. При дослідженні одного з таких підвищень Б. А. Звіздецьким був зафіксований фрагмент цегляної кладки. Очевидно, в цьому місці розміщувалася стаціонарна споруда (поміщицький будинок).

## Дослідження
Огляд і дослідження урочища «Панська Гора» проводили К. О. Ставровський в кінці ХІХ ст., С. С. Гамченко у 1924 р., В. О. Місяць в 1954-56 рр., Б. А. Звіздецький в 1997 р., А. П. Томашевський в 2008 р.. За відомостями В. Б. Антоновича, К. А. Ставровським були проведені невеликі розкопки біля в'їзду на городище, в результаті яких знайдено залізну кольчугу і бронзову бляху. Інші дослідники давньоруське походження цього місця не підтверджували. З 1996 р. регулярні дослідження і спостереження проводяться Овруцькою експедицією. На сьогоднішній день виявлено лише пізніші археологічні (фрагменти кераміки, кахлів, скляних виробів) і будівельні матеріали XVII-XIX ст. На полях на схід від укріплень, з напільного боку, матеріалів давньоруського часу не зафіксовано. За словами місцевих жителів, ще в середині ХХ ст. на цій ділянці грядоподібного останця розміщувалося кілька курганних насипів, які нині розорано.
У 150 м на північний схід від укріплення, на невеликому підвищенні заплави р. Норинь, у північних схилів грядоподібного останця було знайдено давньоруське поселення з матеріалами ХІІ -ХІІІ ст. Таким чином, інформація, що міститься в літературних джерелах, тематичних зведеннях і охоронних реєстрах про давньоруське городище в Збраньках поки не знаходить свого підтвердження. Час спорудження укріплення залишається нез'ясованим.

## Історія
Колись на місці «Панської Гори» стояв гарний будинок панів Мартина  та Софії Саваровських. Він був укріплений великими земляними валами, які частково збереглися. Донизу росли алеї бузку, липи, барбарису (що частково збереглися і в наш час). Був там розміщений і великий фруктовий сад. Поруч в пана стояв колодязь. За легендою, на дні колодязя до наших днів зберігається глечик з прикрасами, який сховала панська родина. Інша легенда говорить про те, що з цього місця і до Василівської церкви в Овручі існує підземний хід. Після революції в будинку відкрили школу для дітей. Після Другої світової війни його перетворили в кологоспну комору і конюшню, а на території господарства розмістили місця для зберігання колгоспної картоплі.

## Сучасний стан
Земля на горі була поділена між місцевими жителями для власного користування. Скоріше за все, ця підвищена місцевість була заселена дуже давно. До цього часу люди при оранці городів знаходять монети, наконечники від стріл, уламки цегли. З урочища відкриваються чудові краєвиди Словечансько-Овруцького кряжу, які мають надзвичайно живописні прояви рельєфу, збагачуючи його неповторними картинами, створеними самою природою.